# Фадеичева, Ольга Павловна
Ольга Павловна Фадеичева — советский хозяйственный, государственный и политический деятель.

## Биография
Родилась в 1907 году в Орле. Член КПСС с 1942 года.
С 1925 года — на хозяйственной, общественной и политической работе. В 1925—1965 гг. — конторщица губернского Дома крестьянина в Горьком, технический секретарь пивоваренного завода в Горьком, председатель месткома профсоюза столовых Нижпищетреста в городе Горьком, секретарь Горьковского крайисполкома, технолог цеха шасси автомобильного завода в Горьком, консультант, помощник заведующего Секретариатом, начальник группы промышленности, помощник заместителя Председателя Совета Министров Таджикской ССР, третий секретарь Душанбинского горкома КП (б) Таджикистана, первый секретарь Душанбинского горкома КП Таджикистана, заведующая промышленным, промышленно-транспортным отделом ЦК КП Таджикистана, заместитель председателя Совета Народного Хозяйства Таджикской ССР, председатель Душанбинского городского комитета партийно-государственного контроля.
Избиралась депутатом Верховного Совета Таджикской ССР 3-го и 4-го созывов.
Умерла после 1965 года.